# Sergio Mur
Sergio Mur, de son nom complet Sergio Mur López, est un acteur espagnol, né le 23 mai 1977 à Madrid,.
Il est surtout connu pour avoir joué le rôle de Jorge dans la série télévisée Physique ou Chimie mais aussi le rôle de Mario Pérez dans Les Demoiselles du téléphone.

## Biographie
Il naît à Madrid de Théodore López et Maria del Pilar. Il a deux frères aînés et une sœur cadette.

## Carrière

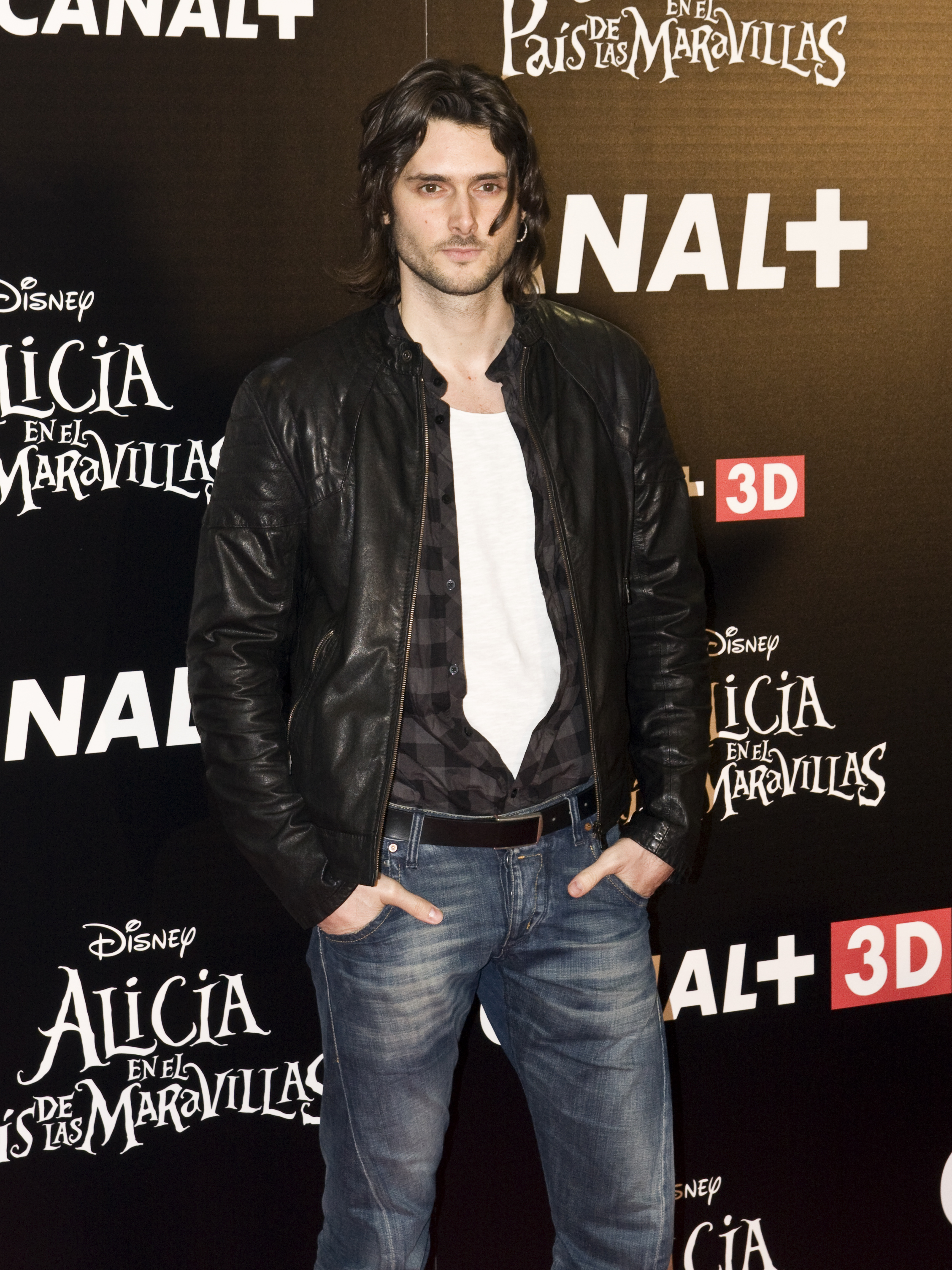
Sergio Mur en 2010.

Il commence sa carrière d'acteur en tournant des courts métrages comme El grito de Munch de Javier de la Torre ou en interprétant des rôles mineurs dans des séries télévisées tels que 20 tantos (es) ou Un, Dos, Tres.
C'est dans la série télévisée SMS, des rêves plein la tête, où il interprète Pedro qu'il va se faire remarquer. En 2010, il se fait connaître au grand public dans la série Physique ou Chimie, diffusée sur Antena 3.
En décembre 2013, il tourne le film Shooting for Socrates de James Erskine (en), où il interprète le footballeur Sócrates.
En 2013, il joue dans la série télévisée Gran Reserva: El origen (es).
En 2014, il interprète Fernando San Juan / Patricio Picasso dans la telenovela américaine Reina de corazones. La même année, il joue dans un épisode de la série Los misterios de Laura.
De 2015 à 2016, il joue dans la telenovela américaine-mexicaine-colombienne El señor de los cielos.
Depuis 28 avril 2017, il interprète le rôle de Mario dans la série originale de Netflix Las chicas del cable.

## Vie privée
Depuis 2011, il est marié à l'actrice Olivia Molina. Ensemble, ils ont une fille née en août 2012, prénommée Vera et un fils né en mars 2015, prénommé Eric.

## Filmographie

### Cinéma

#### Longs métrages
- 2005 : Interior (noche) de Miguel Ángel Cárcano : Alex
- 2014 : Shooting for Socrates de James Erskine (en) : Sócrates
- 2018 : El aviso de Daniel Calparsoro : David

#### Courts métrages
- 2000 : El grito de Munch de Javier de la Torre : Pablo
- 2010 : Lluvia: Sóner records de Jaime Vaca : Jose
- 2011 : Muertos y vivientes de Iñaki San Román : Héroe
- 2011 : 3,2 (lo que hacen las novias) de Jota Linares : Él
- 2013 : The Covered Human de Imanol Ruiz de Lara et Jon Corcuera

### Télévision

#### Séries télévisées
- 2002-2003 : : Manu Ambrán (5 épisodes)
- 2003 : El comisario (es) : Suso (1 épisode)
- 2005 : Un, Dos, Tres (Un paso adelante) : Carlos (saison 6, épisode 6)
- 2006-2007 : SMS, des rêves plein la tête (SMS, sin miedo a soñar) : Pedro (85 épisodes)
- 2008 : Sin tetas no hay paraíso (es) : Soria (12 épisodes)
- 2008-2009 : Arrayán (série télévisée) (es) : Alberto (15 épisodes)
- 2009 : Bicho malo, nunca muere
- 2009-2010 : Cuéntame cómo pasó : Javier Abogado (7 épisodes)
- 2010 : Los protegidos (es) (2 épisodes)
- 2010 : Physique ou Chimie (Física o Química) : Jorge (21 épisodes)
- 2010 : Le Pacte des sept grossesses (es) (mini-série) : Marcos (2 épisodes)
- 2011 : Aída (es) : Martín (1 épisode)
- 2013 : Gran Reserva: El origen (es) : Roberto Vega (82 épisodes)
- 2014 : Reina de corazones : Fernando San Juan / Patricio Picasso (103 épisodes)
- 2014 : Los misterios de Laura : Daniel Molina (saison 3, épisode 5)
- 2015-2016 : El señor de los cielos : Timothy 'Tim' Rowlings (120 épisodes)
- 2017 : Les Demoiselles du téléphone (Las chicas del cable) : Mario Pérez (16 épisodes)